# 障碍训练
障碍训练是一種體能訓練，个人、团队或动物參加障礙訓練時會遇到許多障礙物，而且很多時候人們參加障礙訓練時，一旁還會有人在那邊计时。障碍训练涉及跑步、攀登、跳躍、爬行、游泳等元素，目的是訓練和評估人們的速度、耐力、敏捷性和平衡能力。新兵訓練中就涉及障碍训练。